# Heteropoda spinipes
Heteropoda spinipes is een spinnensoort uit de familie van de jachtkrabspinnen (Sparassidae).
De wetenschappelijke naam van de soort werd in 1897 als Oliophthalmus spinipes gepubliceerd door Reginald Innes Pocock.